# Umweltzeichen
Ein Umweltzeichen, oft auch Umweltkennzeichen oder Ökolabel, ist ein Gütezeichen, das Produkte und Dienstleistungen markiert und Aussagen über die Umweltfreundlichkeit einzelner Merkmale trifft. Sie richten sich meist an Verbraucher und sollen meist das gekennzeichnete Produkt gegenüber anderen der gleichen Produktgruppe herausheben und so die Kaufentscheidung beeinflussen. Umweltzeichen sind oft freiwillig und werden von verschiedenen Institutionen, Verbänden oder unabhängigen Prüfinstituten vergeben.

## Entwicklung

Der deutsche staatliche Blaue Engel ist das älteste Umweltzeichen

In den 1970er Jahren, mit dem wachsenden Umweltbewusstsein und dem Aufkommen der modernen Umweltbewegung, wollten Verbraucher zunehmend umweltfreundliche Produkte kaufen und zeigten für solche Produkte eine zunehmende Zahlungsbereitschaft. Das erste Umweltzeichen weltweit war der Blaue Engel, der 1978 in Westdeutschland eingeführt wurde. Nach der Rio-Konferenz 1992 bemühten sich zahlreiche staatliche und private Initiativen, Konsummuster zu verändern und so auf eine nachhaltige Entwicklung der Wirtschaft hinzuwirken. In den USA wuchs der Anteil sich als „umweltfreundlich“ bezeichnender Produkte von 1,1 % im Jahr 1986 auf 9,5 % im Jahr 1999. Inzwischen sind Umweltzeichen weit verbreitet und werden nicht nur auf Verpackungen, sondern auch in anderen Kommunikationskanälen, wie Webseiten, eingesetzt. Neben Produkten und Dienstleistungen werden mit ihnen ganze Unternehmen, Regionen oder Staaten gekennzeichnet und beworben. Der ecolabel index verzeichnete 2014 insgesamt 458 Kennzeichnungssysteme in 25 Wirtschaftssektoren und 195 Ländern, hinzu kam eine große Zahl dort nicht verzeichneter Umweltkennzeichen.

## Merkmale und Klassifizierung
Zeichengeber können staatliche oder unabhängige private Organisationen sein, die von Umweltschutz-, Verbraucher- oder Wirtschaftsverbänden ins Leben gerufen werden. Oft handelt es sich auch um Selbstdeklarationen von Herstellern.
Ein System zur Vergabe eines Umweltzeichens legt in der Regel fest
- für welche Produktkategorien das Zeichen vergeben wird,
- welche Umweltkriterien bei der Produktion bzw. Erbringung von Dienstleistungen einzuhalten sind,
- wie die Einhaltung der Kriterien geprüft und überwacht wird,
- mit welchen Kommunikationsstrategien das Zeichen dem Verbraucher bekannt gemacht werden soll.

Hersteller können sich freiwillig für eine Kennzeichnung entscheiden, es gibt aber auch verpflichtende Umweltkennzeichnung, in Deutschland zum Beispiel die Energieverbrauchskennzeichnung. Die Umweltkriterien können sich auf einzelne oder viele, produkt- oder prozessorientierte Merkmale beziehen. Sie können absolute Standards definieren oder von Herstellern bestimmte Verbesserungen bzw. Verbesserungsprozesse fordern. Umweltkennzeichen haben einen regionalen, nationalen oder internationalen Geltungsbereich.

### Typen nach ISO 14020–14025
Die ISO hat Normen und Richtlinien für verschiedene Typen von Umweltzeichen in ihrer Normenreihe ISO 14000 entwickelt. ISO 14021 gibt Rahmenbedingungen für Umweltaussagen vor, die Hersteller selbst für ihre Produkte treffen, sie werden als Typ II Umweltzeichen bezeichnet. Typ I und III Umweltzeichen sind von Dritten vergebene Kennzeichen hinsichtlich bestimmter, über den gesamten Lebenszyklus ermittelter Kriterien. Während Typ I Umweltzeichen aussagen sollen, dass Produkte hinsichtlich der betrachteten Umwelteigenschaften qualitativ besser sind (ISO 14024, Environmental labels and declarations — Type I environmental labelling — Principles and procedures), treffen Typ III Umweltzeichen quantitative Aussagen auf Basis von Umweltdeklarationen (ISO 14025).
Typische Umweltzeichen wie der Blaue Engel oder das EU Ecolabel sind in der Regel Typ I Umweltzeichen. Beispiel für ein Typ III Umweltzeichen ist das Zertifizierungssystem der Deutschen Gesellschaft für Nachhaltiges Bauen für Baustoffe auf Basis der Umweltdeklarationen des Instituts Bauen und Umwelt.

## Umweltökonomische und -politische Betrachtung
Die Einhaltung höherer als gesetzlich geforderter Umweltstandards ist für Unternehmen in der Regel mit Kosten verbunden. Hinzu kommen die Kosten einer Prüfung und Zertifizierung durch Dritte und Lizenzgebühren für die Verwendung von Zeichen, die häufig ebenfalls von den Herstellern zu tragen sind. Gewinnorientierte Unternehmen werden daher, in umweltökonomischer Betrachtungsweise, nur dann ein freiwilliges Umweltzeichen anstreben, wenn die Vorteile die Kosten aufwiegen. Eine vertrauenswürdige Umweltkennzeichnung macht Umwelt-Qualitätseigenschaften sichtbar und kann das Problem asymmetrischer Information zwischen Hersteller und Kunde — eine Form des Marktversagens – beseitigen. Die sichtbare Produktdifferenzierung erlaubt es Kunden, ihren Präferenzen für Umwelteigenschaften entsprechende Entscheidungen zu treffen (→ Nachhaltiger Konsum), und Herstellern, höhere Preise zu realisieren und so höhere Kosten wieder einzuspielen. Zudem kann sie Unternehmen, aber auch anderen Akteuren wie Staaten oder Regionen, einen Reputationsgewinn verschaffen. Umweltzeichen können somit Anreize bieten, Umweltinnovationen zu entwickeln, und die Diffusion umweltfreundlicher Produkte im Markt fördern.
In Untersuchungen zeigte sich bei Verbrauchern eine höhere Zahlungsbereitschaft, wenn Umweltzeichen mit spezifischen, in Zertifizierungsverfahren geprüften Kriterien verbunden waren. Außerdem war es von Vorteil, wenn der Zeichengeber bekannt war oder eine bekannte unabhängige Organisationen ein bestimmtes Kennzeichen billigte. Des Weiteren war die Zahlungsbereitschaft höher, wenn sich die Käufer außer besserer Umweltqualität auch eigene Vorteile versprachen, etwa geringere Gesundheitsrisiken bei Bio-Lebensmitteln oder einen Prestigegewinn.
Allerdings werden freiwillige Umweltzeichen von innovativen Firmen vergleichsweise selten verwendet. Eine Firmenbefragung ergab keine Hinweise, dass freiwillige Umweltzeichen Produktinnovationen stimuliert hatten. Für verpflichtende Umweltzeichen, wie das EU-Energielabel, gibt es dagegen Untersuchungen, die eine Wirksamkeit belegen.
Umweltzeichen sind in vielen Fällen nicht geeignet, als alleiniges Instrument Marktversagen zu beseitigen. Ihre Wirksamkeit hängt davon ab, ob die Information über Qualitätseigenschaften den Kunden richtig erreicht und ob dieser über eine ausreichende Zahlungsbereitschaft und -fähigkeit verfügt. Umweltzeichen, besonders unregulierte Selbstdeklarationen, können auch verwendet werden, um Kunden zu täuschen (→ Greenwashing). Zeichengeber haben zudem Anreize, niedrige Standards zu setzen, um möglichst vielen Firmen die Teilnahme zu ermöglichen. Zu hohe Standards können mit sehr hohen Kosten verbunden sein, die in keinem Verhältnis zum Umweltnutzen stehen. Eine zunehmende Kennzeichnungsvielfalt kann Verbraucher verwirren und ihre Zahlungsbereitschaft verringern.
In der Umweltpolitik spielen Umweltzeichen daher eine ergänzende Rolle. Das deutsche Umweltbundesamt sieht sie nicht als Ersatz für marktbasierte Instrumente, die direkte Förderung von Innovationsprojekten oder ordnungsrechtliche Instrumente.

## Verschiedene Umweltzeichen

EU-Siegel für Produkte aus ökologischer Landwirtschaft, Beispiel für ein freiwilliges Umweltzeichen

Verschiedene staatliche Umweltzeichen sind:
- Der Blaue Engel wird seit 1978 vergeben. Er war das weltweit erste Umweltzeichen.
- Das Österreichische Umweltzeichen wird seit 1990 vom österreichischen Umweltministerium für eine ständig wachsende Palette von Produktgruppen, Dienstleistungen und Betriebe vergeben.  Die grafische Gestaltung des Umweltzeichens stammt vom Wiener Künstler Friedensreich Hundertwasser.[7]
- Das Europäische Umweltzeichen existiert seit 1992. Die Vergabe erfolgt über nationale Stellen, für Deutschland durch die RAL gGmbH.
- Das Nordische Umweltzeichen existiert seit 1989.[8]

Weitere verbreitete Umweltzeichen, vor allem in der Lebensmittelbranche, sind Bio-Siegel der Europäischen Union und verschiedener Anbauverbände, die Produkte aus ökologischer Landwirtschaft kennzeichnen. Klimasiegel für klimafreundliche Produkte haben sich bislang kaum durchgesetzt.
Im Global Ecolabelling Network sind 29 Organisationen  zusammengeschlossen, die Umweltkennzeichen vergeben.